# 安藤家重
安藤 家重（あんどう いえしげ、生年不詳 - 天文9年6月6日（1540年7月9日））は、戦国時代の武将。通称太郎左衛門。子に基能、基定、家定、家次、定次がいる。

## 略歴
松平広忠に仕えた。天文9年（1540年）6月6日安城合戦で討死した 。
法名道専。墓所は三河国碧海郡桑子の妙源寺。